# Gitter
Gitter是GitHub存储库的开发人员和用户的即时通讯聊天室系统。 Gitter作为软件即服务提供，包括免费选项和所有基本功能，以及创建单个私人聊天室的能力，和个人和组织的付费订阅选项，允许他们创建任意数量的私人聊天室。
该服务可以为GitHub上的各个Git仓库创建个人聊天室。聊天室隐私遵循关联GitHub存储库的隐私设置：因此，私有的GitHub存储库的聊天室对于访问存储库的人员也是私有的。然后可以将连接到聊天室的地址信息放置在git存储库的README文件中，以引起项目所有用户和开发人员的注意。用户也可以通过GitHub登录Gitter访问他们访问的存储库的私人聊天室。（但GitHub密码不与Gitter共用）
Gitter 类似于IRC和Slack。但与IRC不同的是，它像Slack一样，会将所有聊天记录存档至云端。

## 历史
Gitter是由一些最初尝试创建基于网络的通用聊天产品的开发人员缔造的，但后来他们写了一些额外的代码将他们的聊天应用程序托管至GitHub上，以满足自己的需求，并开始意识到他们可以将该项目变成一个可行的产品。
Gitter在2014年发布了测试版本。在测试阶段，Gitter提供并储存180万条聊天消息。
2017年3月15日，GitLab宣布收购Gitter。收购声明中亦包括Gitter将继续作为独立项目的意图。 此外，GitLab还宣布，该代码将于2017年6月之前在MIT许可证下开放源代码。

## 实现
Gitter的网页端应用程序完全采用JavaScript实现，后端则使用Node.js。网页端应用程序的源代码是专有的，即使Gitter已经为开源软件提供了许多辅助项目，例如喜欢使用IRC客户端应用程序（及其额外功能）接入聊天室的高级用户进行交互的IRC桥梁（IRC bridge）。

## 功能
- 可以在移动设备批量显示通知；[4][6]
- 内嵌媒体文件；[4]
- 仅在一个网络浏览器标签中即可查看和订阅多个聊天室；
- 通过链接Git存储库中的链接到单个文件；[5]
- 链接到GitHub的issues（通过键入#+issues号码链入）在链接的Git仓库中，将在悬浮框（英语：Hoverbox）中显示详细信息；[6]
- GitHub风格的Markdown聊天记录；[4]
- 显示用户在线状态；
- 用户的悬停卡，显示他们GitHub账号的配置文件和统计信息（例如显示关注者数量等）；
- 可查阅和可搜索的[6]消息档案，按月分组；
- 可通过IRC客户端连接。[8]

### 与非GitHub站点的应用程序集成
Gitter与Trello、Jenkins、Travis CI、Heroku、Sentry（页面存档备份，存于）、Bitbucket、HuBoard、Logentries、Pagerduty和Sprintly等应用集成。